# Stupeň B1021 Falconu 9
Stupeň B1021 Falconu 9 je opakovaně použitý první stupeň rakety Falcon 9 vyráběné SpaceX. B1021 je v historii kosmonautiky první orbitální raketa, která vertikálně přistála na mořské plošině a zároveň první, která byla znovupoužita. Tento první stupeň poprvé letěl 8. dubna 2016 při misi CRS-8, kdy vynášel k Mezinárodní vesmírné stanici nákladní loď Dragon a poté přistál na plovoucí plošině ASDS. Po renovaci a kontrole, která trvala čtyři měsíce, letěl znovu 30. března 2017, vynesl družici SES-10 a podruhé úspěšně přistál. Tato událost se stala milníkem ve snaze o znovupoužitelnost nosných raket a snížení nákladů letů do vesmíru. SpaceX uvedla, že tento stupeň už vícekrát nepoletí a že bude vystaven na Mysu Canaveral.

## Historie letů
| Číslo použití | Datum startu (UTC) | Let číslo | Náklad | Start | Místo startu | Přistání | Místo přistání                    | Poznámky                                                       |
| ------------- | ------------------ | --------- | ------ | ----- | ------------ | -------- | --------------------------------- | -------------------------------------------------------------- |
| 1             | 8. duben 2016      | 23        | CRS-8  |       | SLC-40       |          | Of Course I Still Love You (ASDS) | Historicky první přistání raketového stupně na mořské plošině. |
| 2             | 30. březen 2017    | 32        | SES-10 |       | LC-39A       |          | Of Course I Still Love You (ASDS) | První znovupoužití orbitálního raketové stupně.                |